# Plano de Donald Trump para a Faixa de Gaza

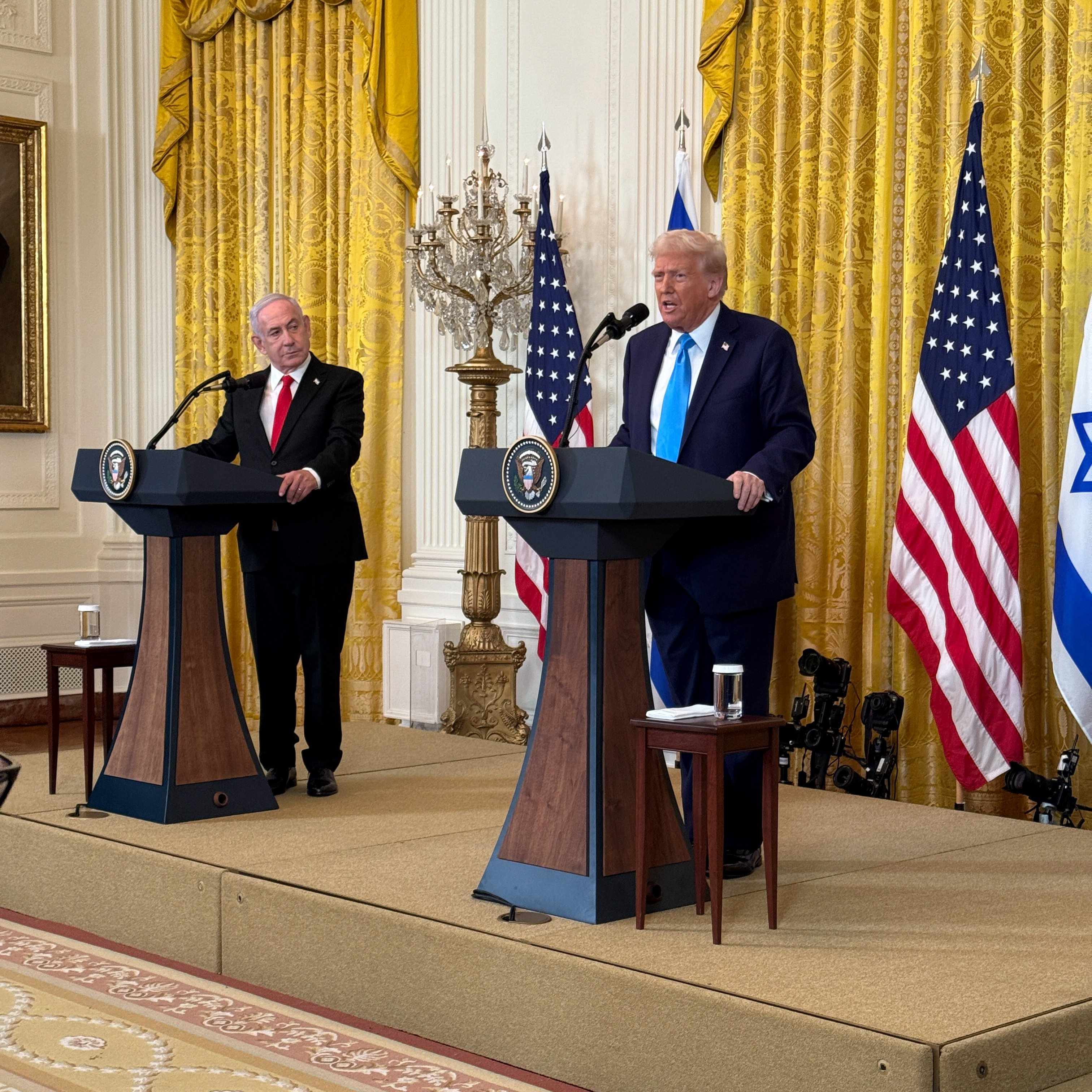
O presidente dos Estados Unidos, Donald Trump, ao lado do primeiro-ministro israelense, Benjamin Netanyahu, anunciando o seu plano de assumir o controle da Faixa de Gaza, na Casa Branca, em 4 de fevereiro de 2025

O plano de Trump para a Faixa de Gaza é uma proposta do presidente dos Estados Unidos, Donald Trump, para que os Estados Unidos assumam a posse da Faixa de Gaza. A proposta foi feita durante um cessar-fogo na guerra entre Israel e militantes palestinos liderados pelo Hamas. Trump expressou sua visão de redesenvolver o território na "Riviera do Oriente Médio". O plano exigiria a remoção de aproximadamente 2 milhões de palestinos para terras vizinhas. Também exigiria a remoção de mais de 50 milhões de toneladas de detritos e munições não detonadas. Quando questionado sobre como o território seria adquirido, Trump afirmou que os Estados Unidos irão "tomá-lo". A proposta recebeu uma recepção negativa de várias nações e organizações, contrastando com o forte apoio do primeiro-ministro israelense, Benjamin Netanyahu.

## Contexto histórico
A Faixa de Gaza, atualmente parte do Estado da Palestina, já esteve sob domínio otomano, britânico e egípcio. Israel ocupou Gaza ⁣⁣desde 1967, e em 1993, a Autoridade Nacional Palestiniana assumiu o controle da região. Em 2005, Israel retirou-se da Faixa de Gaza, no mesmo ano em que o grupo militante Hamas venceu as eleições parlamentares na região. Décadas de esforços diplomáticos dos Estados Unidos em relação a Israel e aos palestinos não produziram resoluções bem-sucedidas para o conflito.
A região sofreu destruição em grande escala desde o início da guerra entre Israel e Hamas, em outubro de 2023. Civis que estavam deslocados internamente puderam retornar às suas casas desde o início do cessar-fogo entre Israel e Hamas, em 15 de janeiro de 2025. O custo da reconstrução de Gaza foi estimado em dezenas de bilhões de dólares. Os apelos para deslocar palestinos de Gaza refletem demandas feitas por membros da extrema-direita israelense, que frequentemente defenderam a limpeza étnica de terras palestinas para abri-las à colonização estrangeira.

## Proposta
Em 4 de fevereiro de 2025, Trump afirmou em uma coletiva de imprensa conjunta com Netanyahu que os Estados Unidos irão "assumir o controle" e "possuir" a Faixa de Gaza, nivelando e reconstruindo o território, o que proporcionaria "quantidades ilimitadas de empregos e moradias para as pessoas da região". O plano envolveria a remoção de escombros, o desmantelamento de armamentos e a eliminação de munições não detonadas, tarefa que ficaria sob responsabilidade dos Estados Unidos. A BBC relatou que a quantidade de destroços ultrapassa 50 milhões de toneladas e que a limpeza dos escombros poderia levar até 21 anos. Quanto à questão dos palestinos que habitam o território que foram deslocados devido à guerra, Trump declarou que Gaza, em vez disso, seria habitada pelo "povo do mundo", enquanto os palestinos seriam realocados para uma "área bonita" não especificada, e não teriam permissão para retornar a Gaza. Trump afirmou que os habitantes de Gaza seriam transferidos para seis "comunidades seguras", localizadas "um pouco afastadas" da Faixa de Gaza.
Em 5 de fevereiro, membros do governo Trump recuaram na retórica de reassentamento permanente, contradizendo os comentários de Trump no dia anterior. Marco Rubio e Karoline Leavitt afirmaram que a ideia era realocar os habitantes de Gaza por um período temporário para a remoção de escombros e reconstrução. O primeiro-ministro israelense Netanyahu declarou que apoiaria o plano de Trump para permitir o retorno dos palestinos a Gaza. Em 9 de fevereiro, Trump afirmou que os Estados Unidos comprariam Gaza e que ela poderia ser entregue a outros países do Oriente Médio para reconstrução, e que os habitantes de Gaza não teriam permissão para retornar. No dia seguinte, ele disse que os Estados Unidos não estavam comprando nada, apenas "teriam" e "manteriam" Gaza. Funcionários da Organização das Nações Unidas (ONU) afirmaram que o plano de Trump envolveria, na prática, a limpeza étnica de Gaza. O jornal The Hill relatou que Trump estava enviando "mensagens contraditórias" sobre o destino dos habitantes de Gaza e que não estava sendo claro sobre o plano de deslocamento a longo prazo. Mike Waltz, assessor de segurança nacional de Trump, sugeriu que a proposta era uma forma de convidar outros atores regionais a trazer soluções para a mesa de negociações. Marco Rubio afirmou de maneira semelhante que era hora de outras potências regionais "darem um passo à frente" e acrescentou: "Se os países árabes tiverem um plano melhor, então ótimo". Trump solicitou que governos árabes, como os do Egito e da Jordânia, recebessem as populações palestinas deslocadas. Abdullah II da Jordânia, que havia se reunido anteriormente com Mahmoud Abbas, entrou em negociações com Trump sobre o plano, mas não o apoiou nem o contestou diretamente, sugerindo em vez disso que o Egito apresentaria uma proposta alternativa. Relata-se que o plano de Trump tem como base um documento elaborado pelo professor de economia Joseph Pelzman.
Em 21 de fevereiro de 2025, após a oposição do mundo árabe, Trump declarou que "recomendaria", mas não imporia seu plano de tomada de Gaza pelos EUA e o reassentamento da população palestina. Em 12 de março de 2025, Trump afirmou que "ninguém está expulsando os palestinos" de Gaza, o que sinalizou uma mudança em sua posição anterior. De acordo com "três fontes familiarizadas com o esforço", Israel e os Estados Unidos estavam interessados em reassentar os habitantes de Gaza na Síria, Sudão, Marrocos ou nas regiões separatistas da Somália, Puntlândia e Somalilândia. A Somália e o Sudão rejeitaram a proposta, enquanto Puntlândia e Somalilândia expressaram disposição para entrar em negociações sobre o assunto em troca de reconhecimento diplomático.

### Vídeo gerado por inteligência artificial
Um vídeo publicado nas redes sociais por Donald Trump em 26 de fevereiro de 2025 sobre a proposta gerou críticas de árabes e muçulmanos nos Estados Unidos e no exterior. O vídeo, gerado por Inteligência Artificial (IA), retrata Gaza transformada em um resort de luxo chamado "Trump Gaza", apresentando Trump e o primeiro-ministro israelense Benjamin Netanyahu tomando sol, crianças emergindo dos escombros para um cenário sofisticado e uma estátua dourada de Trump. Também inclui cenas de homens barbudos dançando de biquíni, Trump apreciando uma dançarina do ventre e uma figura semelhante a Elon Musk banhada com dinheiro. O vídeo também recebeu críticas de republicanos e conservadores no Truth Social, bem como no Instagram. No entanto, o vídeo não foi criado por Trump; a NBC News informou que o vídeo foi publicado pela primeira vez em 7 de fevereiro por uma conta pró-Israel no X. Posteriormente, os criadores reais do vídeo afirmaram que não sabiam como Trump obteve o vídeo e o criticaram por publicá-lo sem crédito ou permissão. Eles descreveram a produção como sátira e uma piada, não uma declaração política, e disseram não apoiar a "máquina de propaganda" de Trump.

## Reações
A proposta de Trump para Gaza é contrária ao direito internacional; a transferência forçada de populações é proibida. Membros do governo de Trump recuaram em alguns elementos do plano em algumas ocasiões, embora, em uma declaração subsequente, Trump tenha mantido sua posição original. Em 21 de fevereiro de 2025, após a oposição de estados árabes, Trump disse que "recomendaria", mas não imporia, seu plano para a tomada americana de Gaza e o reassentamento da população palestina. Líderes da Liga Árabe se reuniram em março para criar uma contraproposta ao plano de Trump, rejeitada pelos Estados Unidos e por Israel devido a preocupações sobre a governança de Gaza no pós-guerra e outras questões. A Casa Branca divulgou um comunicado afirmando que Trump mantinha sua visão de uma Gaza sem o Hamas e que estava aberto a mais negociações. Em 12 de março de 2025, ministros das Relações Exteriores árabes confirmaram a continuidade das consultas sobre o plano do Egito com o enviado especial dos Estados Unidos, e Trump declarou que "ninguém está expulsando os palestinos" de Gaza.
O Patriarca Católico de Jerusalém, Pierbattista Pizzaballa, declarou em 21 de julho de 2025 que a maioria em Gaza vai permanecer ali: “Antes de tudo, não sabe para onde ir, mas também não quer partir, porque tem raízes ali, a casa está ali — ou melhor, estava ali — e querem reconstruí-la ali. O Papa foi muito claro sobre isso: nada de transferências de povos; não haverá ‘rivieras’ em Gaza”.

### Contraproposta árabe
Em 21 de fevereiro, os líderes árabes do Egito, Jordânia, Catar, Emirados Árabes Unidos, Arábia Saudita, Kuwait e Bahrein se reuniram na Arábia Saudita para discutir o futuro de Gaza. O objetivo era formar uma "frente unida" e apresentar uma alternativa ao plano de Trump. Ibrahim Dalalsha, diretor de um grupo de pesquisa política na Cisjordânia, afirmou que o processo seria complexo que o maior desafio para os líderes árabes seria apresentar um plano realista e exequível para as facções palestinas, ao mesmo tempo, em que fosse aceito pelos Estados Unidos e Israel. Os líderes árabes planejaram se reunir para uma cúpula mais ampla em 4 de março, no Cairo, a fim de encontrar um plano para Gaza antes que seus diplomatas viajassem a Washington, D.C., "dentro de algumas semanas" para se reunir com o presidente Trump e apresentar sua contraproposta.
Em 4 de março, na Cúpula Árabe Extraordinária no Cairo sobre os Desenvolvimentos da Questão Palestina, os líderes árabes adotaram um plano de 53 bilhões de dólares proposto pelo Egito, que não envolvia o deslocamento dos palestinos da Faixa de Gaza. O plano previa a criação de um comitê interino composto por "tecnocratas palestinos independentes e profissionais" para governar Gaza e preparar o retorno da Autoridade Nacional Palestiniana. O Hamas declarou que não indicaria seus próprios candidatos para o comitê proposto, mas que precisaria dar sua permissão em relação às tarefas, membros e agenda do comitê. Mahmoud Abbas afirmou que estaria disposto a realizar eleições, o que foi bem recebido pelo Hamas. A cúpula apresentou uma apresentação aprimorada por IA exibindo projetos de moradias modernas, bem como planos para resorts e atrações. O objetivo do plano era buscar financiamento internacional. O plano delineia uma fase de recuperação de seis meses, fornecendo moradia temporária para 1,5 milhão de palestinos deslocados em sete locais dentro de Gaza, seguida por um programa de reconstrução em duas etapas: uma primeira etapa de dois anos no valor de 20 bilhões de dólares e uma segunda etapa de 2,5 anos no valor de 30 bilhões de dólares. O jornal The New York Times informou que a origem do financiamento para o plano ainda não está clara, pois os estados do Golfo relutariam em investir na reconstrução de Gaza apenas para vê-la destruída novamente caso a violência retorne.
O Ministério das Relações Exteriores de Israel declarou que o plano apresentava perspectivas "desatualizadas" e rejeitou sua dependência da Autoridade Palestina, acrescentando que o plano concederia poder ao Hamas. Quando questionado se Trump apoiava o plano dos líderes árabes, um porta-voz da Casa Branca afirmou que o plano árabe atual não abordava que Gaza está "atualmente inabitável" para os palestinos devido à quantidade de escombros e artefatos explosivos não detonados, acrescentando que "o presidente Trump mantém sua visão de reconstruir Gaza livre do Hamas. Aguardamos novas conversas para trazer paz e prosperidade à região". O enviado especial dos EUA, Steve Witkoff, disse que o plano tinha "características interessantes", era um bom primeiro passo e que seriam necessárias discussões adicionais. O plano também recebeu o endosso da Organização para a Cooperação Islâmica e de vários países europeus. Em 12 de março, ministros das Relações Exteriores árabes confirmaram a continuidade das consultas sobre o plano egípcio com o enviado especial dos Estados Unidos.

## Análise
A cientista política Annelle Sheline, do Quincy Institute, argumentou que o plano de Trump para Gaza não apenas constituiria uma limpeza étnica, mas também desestabilizaria o Oriente Médio, pois o deslocamento dos palestinos para a Jordânia provocaria um período de turbulência social que poderia derrubar a monarquia jordaniana e criar um estado totalmente novo na região Annelle afirmou que, caso tal evento ocorresse, a Irmandade Muçulmana jordaniana poderia tomar o controle do país. Essa visão foi apoiada por Paul Piller (pesquisador do Quincy Institute), que argumentou que o deslocamento dos palestinos para a Jordânia encerraria efetivamente o acordo de paz jordano-israelense de 1994 e colocaria em risco a sobrevivência da monarquia jordaniana. Oraib Rantawi, chefe do Centro de Estudos Políticos Al Quds, em Amã, disse que o plano afetaria a demografia, a identidade e a segurança da Jordânia. Autoridades egípcias alertaram que a entrada de centenas de milhares de militantes do Hamas na fronteira do Sinai, como resultado do plano, desestabilizaria a região e colocaria em risco o acordo de paz do Egito com Israel.
Também no Quincy Institute, Rabwan Ahari argumentou que a proposta de Trump sinaliza um afastamento claro e substancial dos Estados Unidos em relação a "mesmo a pretensão de apoiar uma solução de dois Estados". Além disso, afirmou que esse plano equivalia a uma declaração de que o deslocamento dos palestinos era o objetivo da política dos Estados Unidos para a região.
Especialistas jurídicos, como Janina Dill (co-diretora do Oxford Institute for Ethics, Law and Armed Conflict), comentaram a justificativa de Trump, afirmando que o argumento de que isso beneficiaria as pessoas que vivem em um território não é uma justificativa (legal ou de outra natureza) para tomá-lo à força. Natan Sachs, do Brookings Institution, reitera esse ponto e acrescenta que a proposta seria incrivelmente difícil e cara de executar, além de representar um risco para "a implementação da segunda fase do acordo de cessar-fogo e reféns".
No Haaretz, Dahlia Scheindlin descreveu os supostos planos como "desprovidos de lógica ou fato" e analisou as maneiras pelas quais a extrema-direita em Israel (e em outros lugares) adotou o plano, criticando a "matemática confusa e falsa" usada para sugerir que os palestinos apoiariam a iniciativa de Trump. Stephen Collinson, da CNN, escreveu que o plano também seria impopular internamente nos Estados Unidos, dado que, segundo ele, Trump "deve em parte sua ascensão a uma base política cansada de enviar seus filhos e filhas para a guerra na era pós-11 de setembro". O francês Dominique Vidal, especialista em Oriente Médio, comparou essa proposta ao Plano Madagascar, um prelúdio para a solução final.
A Al Jazeera afirmou que Trump não teria capacidade para levar adiante seu plano, seja legal, militar ou diplomaticamente. A Reuters disse que não estava claro se Trump seguiria realmente com o plano ou se a proposta era uma tática extrema de negociação. Críticos afirmaram que seu primeiro mandato foi cheio de anúncios exagerados de política externa, muitos dos quais nunca foram implementados. Trump repetidamente afirmou que queria acabar com guerras "ridículas" e evitar o início de novas. Ahmed Fouad Alkhatib, analista gazense e membro do Atlantic Council, disse que a visão de Trump não poderia ser considerada uma opção crível e que era evidentemente impossível. Ele escreveu que Trump pode estar tentando pressionar as nações árabes a agir, ameaçando tomar a Faixa de Gaza e indicando que se envolveria caso não houvesse uma iniciativa árabe, incluindo financiamento de nações do Golfo. Alkhatib acrescentou que, independentemente das intenções de Trump, suas declarações foram prejudiciais e contribuíram ainda mais para a percepção da inutilidade dos Estados Unidos na região.